# Championnat d'Arabie saoudite de football 1995-1996
Navigation
Saison précédente Saison suivante
La saison 1995-1996 du Championnat d'Arabie saoudite de football est la vingtième édition du championnat de première division en Arabie saoudite. La Premier League regroupe les douze meilleurs clubs du pays au sein d'une poule unique, où ils s'affrontent deux fois au cours de la saison, à domicile et à l'extérieur. À la fin de la compétition, les deux derniers du classement sont relégués et remplacés par les deux meilleurs clubs de deuxième division. En haut du classement, les quatre premiers se qualifient pour la phase finale pour le titre, disputée sous forme de coupe.
C'est le club d'Al-Hilal FC qui remporte le championnat en battant Al Ahli en finale, après avoir terminé 4e de la saison régulière. C'est le 7e titre de champion d'Arabie saoudite de l'histoire du club.

## Les clubs participants
| - Al Nasr Riyad - Al-Hilal FC - Al Ahli - Al Ittihad - Al Ta'ee Ha'il - Promu de D2 - Al Nejmeh | - Al Qadisiya Al Khubar - Al Shabab Riyad - Al Riyad SC - Al Raed - Ettifaq FC - Al Taawon - Promu de D2 |

## Compétition

### Première phase
Le barème utilisé pour établir le classement est le suivant :
- Victoire : 3 points
- Match nul : 1 point
- Défaite : 0 point

| Rang | Équipe                | Pts | J  | G  | N  | P  | Bp | Bc | Diff |
| ---- | --------------------- | --- | -- | -- | -- | -- | -- | -- | ---- |
| 1    | Al Ittihad            | 41  | 22 | 12 | 5  | 5  | 37 | 23 | +14  |
| 2    | Al Ahli               | 38  | 22 | 9  | 11 | 2  | 35 | 20 | +15  |
| 3    | Al Nasr Riyad T       | 33  | 22 | 8  | 9  | 5  | 43 | 31 | +12  |
| 4    | Al-Hilal FC           | 32  | 22 | 8  | 8  | 6  | 20 | 18 | +2   |
| 5    | Ettifaq FC            | 30  | 22 | 8  | 6  | 8  | 27 | 27 | 0    |
| 6    | Al Nejmeh             | 30  | 22 | 8  | 6  | 8  | 21 | 25 | -4   |
| 7    | Al Ta'ee Ha'il P      | 28  | 22 | 6  | 10 | 6  | 21 | 19 | +2   |
| 8    | Al Shabab Riyad C     | 25  | 22 | 5  | 10 | 7  | 26 | 24 | +2   |
| 9    | Al Riyad SC           | 25  | 22 | 6  | 7  | 9  | 22 | 31 | -9   |
| 10   | Al Qadisiya Al Khubar | 25  | 22 | 7  | 4  | 11 | 25 | 38 | -13  |
| 11   | Al Taawon P           | 23  | 22 | 6  | 5  | 11 | 25 | 35 | -10  |
| 12   | Al Raed               | 19  | 22 | 2  | 13 | 17 | 21 | 32 | -11  |

|  | Qualification pour la phase finale pour le titre                                               |
|  | Qualification pour la Coupe des Coupes 1997-1998                                               |
|  | Relégation en deuxième division                                                                |
|  | T : Tenant du titre C : Vainqueur de la Coupe d'Arabie saoudite P : Promu de deuxième division |

### Phase finale

#### Demi-finales
| Équipe 1      | Résultat | Équipe 2   | Aller | Retour |
| ------------- | -------- | ---------- | ----- | ------ |
| Al-Hilal FC   | 2 - 1    | Al Ittihad | 1 - 0 | 1 - 1  |
| Al Nasr Riyad | 3 - 4    | Al Ahli    | 1 - 3 | 2 - 1  |

#### Finale
| Équipe 1    | Résultat | Équipe 2 |
| ----------- | -------- | -------- |
| Al-Hilal FC | 2 - 1    | Al Ahli  |

## Bilan de la saison
| Championnat d'Arabie saoudite de football 1995-1996 |                               |
| Champion                                            | Al-Hilal FC (7e titre)        |
| Coupes et trophées                                  |                               |
| Vainqueur de la Coupe d'Arabie saoudite 1995-1996   | Al Shabab Riyad               |
| Qualifications continentales                        |                               |
| Coupe d'Asie des clubs champions 1997-1998          | Al-Hilal FC                   |
| Coupe des Coupes 1997-1998                          | Al Nasr Riyad                 |
| Coupe des clubs champions du golfe Persique 1998    | Al-Hilal FC                   |
| Coupe des clubs champions arabes de football 1996   | Al-Hilal FC (tenant du titre) |
| Promotions et relégations                           |                               |
| Promus en Premier League                            | Al Ansar Médine               |
| Promus en Premier League                            | Al Wehda                      |
| Relégués en First Division                          | Al Taawon                     |
| Relégués en First Division                          | Al Raed                       |